# أوسكار لوبيز ريفيرا
أوسكار لوبيز ريفيرا هو سياسي بورتوريكي، ولد في 6 يناير 1943 في الولايات المتحدة.